# Реконкиста
Реконки́ста (исп. и порт. Reconquista — отвоёвывание) или Иберийские крестовые походы — длительный процесс отвоёвывания пиренейскими христианами — в основном испанцами и португальцами — земель на Пиренейском полуострове, занятых маврскими эмиратами.
Реконкиста началась сразу же после арабского завоевания Пиренейского полуострова в первой половине VIII века.
Она шла с переменным успехом, что было связано с феодальными распрями, заставлявшими пиренейских христианских властителей сражаться друг с другом, а также со своими мятежными вассалами. Это в ряде случаев вынуждало христианских правителей заключать временные союзы с мусульманами. С другой стороны, раздоры существовали и среди арабских князей, которые в ходе борьбы за власть обращались за помощью к христианам.
Во время Крестовых походов борьба против мавров воспринималась как борьба за весь христианский мир. Для борьбы с маврами были созданы рыцарские ордены по образцу тамплиеров, Папство призывало европейских рыцарей к борьбе с сарацинами на Пиренейском полуострове.
Завершилась реконкиста в 1492 году, когда Фердинанд II Арагонский и Изабелла I Кастильская изгнали последнего мавританского властителя с Пиренейского полуострова.
Фердинанд II Арагонский и Изабелла I Кастильская объединили бо́льшую часть Испании под своей короной (Королевство Наварра было включено в состав Испании в 1512 году).
Общее число прямых и косвенных жертв семи веков военных действий оценивается в 7 миллионов человек[уточнить]
С падением последнего исламского государства, проживающие среди христиан мусульмане-мудехары подверглись насильственной христианизации. Также в 1492 году был издан Альгамбрский эдикт, об изгнании со всех территорий их королевств тех евреев, которые откажутся принять христианство, что привело к изгнанию евреев из Испании, а в 1497 году произошло изгнание евреев и мусульман из Португалии.

## Завоевание Иберии арабами

Государство вестготов в 586—711 годах

В начале VIII века при халифе Валиде I границы Арабского халифата вплотную приблизились к королевству вестготов. Знаменитый полководец той поры, «вали» (правитель) Африки Муса ибн Нусайр, усилив свою армию принявшими ислам берберами, в 707—709 годах завоевал остатки ещё сохранявшей независимость Северной Африки и вышел к берегам Атлантического океана.
Только Сеута оказала арабам ожесточённое сопротивление и надолго задержала их продвижение. Она принадлежала Византийской империи, владевшей прежде всем африканским побережьем. Но имперские войска находились слишком далеко, чтобы оказать Сеуте действительную помощь, и поэтому губернатор города Юлиан вступил в союзные отношения с вестготами, правившими тогда в Иберии.
Юлиан послал свою дочь Каву к Толедскому двору, чтобы дать ей воспитание, соответствующее её рождению. Но она приглянулась королю вестготов Родериху, который её обесчестил. В ответ на это оскорбление Юлиан сдал арабам свой город, предварительно заключив выгодный для себя договор. После этого Юлиан стал убеждать Мусу завоевать Испанию, обещая своё содействие. Последний, которого подстрекали к походу и испанские евреи, угнетаемые готами, отправил в Испанию, с согласия халифа Валида I, первоначально небольшой разведывательный отряд.
Один из полководцев Мусы, Тарик ибн Зияд, взяв четыре сотни воинов и сотню лошадей, летом 710 года переправился через Гибралтар на четырёх кораблях, предоставленных Юлианом, опустошил окрестности Алхесираса и вернулся назад в Африку с богатой добычей.
Удачный исход первой экспедиции побудил мусульман к дальнейшим походам в Испанию. В следующем году Муса воспользовался тем, что Родерих вёл войну с баскским городом Памплоной на севере Испании, и в последние дни апреля 711 года послал в Испанию Тарика ибн Зияда с отрядом в 7 тысяч берберов (арабов в отряде было всего 300 человек).
Они переправились через пролив на тех же четырёх кораблях, поскольку у мусульман других не было. По мере того, как корабли перевозили людей и лошадей, Тарик собирал их возле одной из прибрежных скалистых гор, которая и теперь ещё носит его имя — Гибралтар (от искажённого арабского Джабаль аль-Тарик — «Гора Тарика»). У подножия этой горы лежал город Котея, который и был взят мусульманами.
Тарик дошёл до озера Лаго-де-ла-Санда и готов был двинуться на Севилью, когда узнал, что навстречу ему движется король Родерих с многочисленной армией. Тарик запросил у Мусы подкрепления, и Муса, воспользовавшись теми же четырьмя судами, прислал ему ещё 5 тысяч воинов. К нему присоединились ещё и 13 тысяч воинов Юлиана.
Армии встретились на берегах речки Гваделете, при Херес-де-ла-Фронтера (современная провинция Кадис), 19  июля 711 года (по легенде, битва длилась восемь с половиной дней). Ничего достоверного, кроме легенд, об этом сражении не известно. В начале битвы Оппа и Сисиберт, сыновья короля Витицы, которых Родерих отрешил от власти, бежали и перешли к Тарику. Родерих увидев, что союзники оставили его, в продолжение нескольких дней отступал, ограничиваясь небольшими стычками, но в итоге готы потерпели окончательное поражение, а сам Родерих погиб.
Со смертью Родериха организованное сопротивление вестготов было сломлено. Вестготы отступили к Мериде, возле которой организовали последний отчаянный очаг сопротивления. После победы Тарик должен был вернуться домой, но у него были две цели: распространить свою религию на страну неверных и захватить легендарные сокровища царя Соломона, которые якобы находились в районе Толедо. К 714 году мавры установили контроль над большей частью полуострова, за исключением лишь узкой полоски на севере — современной провинции Астурия, — где укрепились остатки вестготской знати. Осенью 714 года армия Мусы ибн Нусайра прошла по Астурии, разрушив город Лукус Астурум (в настоящее время Санта-Мария-Луго, около Овьедо). В завоёванной местности мусульмане оставили отряд под командованием Мунусы, расположившийся в Хихоне.

## Начало реконкисты

Реконкиста

Значительная часть вестготской аристократии предпочла остаться на завоёванных арабами территориях, например, сыновья короля Витицы получили от арабов в частное владение богатые земли вестготской короны. Однако остатки вестготской армии и другая часть аристократов и священнослужителей, не пожелавшие остаться на завоёванных территориях, отступили в Астурию, где они впоследствии основали королевство Астурия, и в Септиманию. Летом 718 года знатный вестгот Пелайо, предположительно бывший телохранитель короля Родериха, находившийся в заложниках в Кордове, вернулся в Астурию и был избран первым королём Астурии. Избрание произошло на Поле Хура, между деревней Кангас де Онис и долиной Ковадонга. После получения известия о собрании на Поле Хура, Мунуса отправил донесение об этом эмиру Андалусии.
Но только в 722 году в Астурию прибыл карательный отряд под командованием Алькамы. С карателями находился и епископ Севильи (или Толедо) Оппа (сын Витицы), призванный убедить Пелайо сдаться. Алькама, двигаясь через Тарну по берегам реки Налон, прибыл в Лукус Астурум. Оттуда арабы проникли в долину Ковадонга в поисках христиан. Однако отряд Алькамы был встречен христианами в ущелье и разбит, а сам Алькама погиб.
Когда известие о гибели отряда Алькамы достигло Мунузы, он оставил Хихон со своим отрядом и двинулся навстречу Пелайо. Сражение произошло у деревни Олалья (около современного Овьедо), где отряд Мунузы был полностью уничтожен, а сам Мунуза убит. С этой битвы историки отсчитывают начало Реконкисты.

## Остановка продвижения арабов в Европу
Поскольку практически вся Иберия была завоёвана мусульманами, дальнейшая их экспансия могла продолжаться только через Пиренеи. Недавно назначенный вали Аль-Андалуса Аль-Самх ибн Малик в первый раз перешёл горы в 717 году, вторгшись в Септиманию. В 719 году арабы заняли Нарбонну, которая после этого была сильно укреплена и долгое время служила для мусульман военным оплотом во всех их военных кампаниях против франков.
В 721 году армия аль-Самха двинулась к Тулузе и осадила её. Освобождать её пришлось герцогу Аквитанскому Эду. Герцог не располагал достаточными силами, чтобы встретиться с арабской армией в открытом сражении, однако ему удалось застать арабскую армию врасплох. 9 июня 721 года он разбил противника, причём вали был смертельно ранен, а остатки его армии бежали, сняв осаду с города. Остатки арабского войска, осаждавшего Тулузу, укрылись в Нарбонне.
Но уже через несколько лет арабы начали новую наступательную кампанию в Аквитании. В 725 и 726 годах герцог Аквитанский дважды разбивал армию нового вали — Анбасы ибн Сухайм аль-Калби, — причём сам вали в 725 году был убит стрелой при переправе через Рону. Однако Эд Великий — герцог Аквитанский — не смог помешать арабам захватить в 725 году Ним и Каркассон.
Остановив продвижение арабов, Эд Великий, тем не менее, оставался в сложном положении, поскольку его владения граничили с завоёванными арабами землями. Новым вали в этих землях, называемых арабами «восточным пограничьем» (Сердань, Нарбонна, Септимания), был назначен Утман ибн Наисса, которого франки называли Мунуза. Согласно народному преданию, упоминаемому в «Хронике Альфонсо III», Мунуза, берберский вождь, был одним из четырёх мусульманских военачальников, первыми вступивших в Испанию во время арабского завоевания. В ходе одного из набегов на Аквитанию Мунуза захватил Лампагию — дочь Эда Великого. Красота девушки так поразила Мунузу, что он женился на ней. Благодаря этому браку Мунуза сблизился с отцом жены — герцогом Эдом.
Мунуза, недовольный тем, что на место вали Аль-Андалуса в 730 году вместо смещённого аль-Хайтана ибн Убейды аль-Келаби был назначен Абд ар-Рахман ибн Абдаллах, а не он сам, нуждался в могущественном союзнике. Эд хотел обезопасить свои владения от набегов арабов. В итоге в 730/731 году между двумя правителями был заключён союз, одним из условий которого было оказание Эдом помощи Мунузе в подготавливаемом восстании против вали Абд ар-Рахмана.
Одновременно у Эда начались разногласия с Карлом Мартеллом (Karl Martell) — франкским майордомом, который хотел подчинить своей власти отпавшие от королевства франков владения. Карл обвинил Эда в измене, заявив, что тот является «союзником неверных». Пользуясь этим предлогом, он в 731 году совершил два похода в Аквитанию. При этом он дважды захватывал и разорял Бурж, прельщённый богатой добычей. Вторжения Мартелла в Аквитанию разозлили Эда. Обезопасив тылы от арабов, он смог собрать силы, выступить против Карла Мартелла и отбить Бурж.
В 731 году Мунуза открыто выступил против Абд ар-Рахмана, однако восстание потерпело неудачу. Абд ар-Рахман воспользовался мятежом Мунузы для того, чтобы собрать огромную армию. Часть её под командованием Гехди ибн Зийи он направил против Мунузы, запершегося в Аль-Бабе. Мунуза был застигнут врасплох и оказался не готов к отражению нападения, а Эд, занятый борьбой с Карлом Мартеллом, не смог прийти на помощь союзнику. В результате Мунуза был убит, а его жена Лампагия была взята в плен и отправлена к Абд ар-Рахману, который, очарованный красотой пленницы, отправил её в качестве подарка в Дамаск халифу Хишаму ибн Абд аль-Малику, взявшему Лампагию в свой гарем.
После разгрома Мунузы Абд ар-Рахман решил расправиться с его союзником — Эдом Аквитанским. Имея в своём распоряжении огромную армию и став полновластным правителем Аль-Андалуса, он рассчитывал продолжить завоевания, начатые его предшественниками. Он разделил армию на две группировки. Одна армия Абд а ар-Рахмана вторглась из Септимании и дошла до Роны, захватив и разграбив Альбижуа, Руэрг, Жеводан и Веле. Легенды и хроники говорят также о разрушении маврами Отёна и осаде Санса. Но в отличие от своих предшественников, которые нападали на Франкское государство с востока, Абд ар-Рахман нанёс основной удар с запада.
Пройдя Пиренеи через Ронсевальский перевал, он вначале подавил сопротивление баскских горцев, застав их врасплох. Далее он двинулся по старой римской дороге в направлении на Бордо. По дороге он опустошил провинции Бигорр, Комменж и Лабур, разрушил епископские города Олорон и Лескар, а также захватил Байону. Затем были разрушены Ош, Дакс и Эр-сюр-Адур, сожжены аббатства Сен-Север и Сен-Савен.
Герцог Эд пытался сдержать наступление арабов, однако потерпел несколько поражений и был вынужден отступать. В результате армия Абд ар-Рахмана осадила Бордо. Неподалёку от города на левом берегу реки Гаронна (или Дордонь) состоялась битва при Бордо. Эд сосредоточил свои силы на правом берегу реки, наспех собрав в свою армию всех, кого смог завербовать. Однако войску Абд ар-Рахмана удалось переправиться через реку, пройти вверх по течению реки и захватить Ажан. Эд отважно бросился на врага, но его плохо организованная армия ничего не смогла противопоставить арабской армии и, не выдержав лобового удара, бросилась бежать, увлекая с собой Эда. По сообщению Мосарабской хроники, в бою пало множество аквитанцев. Сам Эд смог спастись, но разгром был полный. В Мосарабской хронике говорилось: лат. Solus Deus numerum morientium vel pereuntium recognoscat («Один Бог знает счёт убитым»). Больше никто не мог задержать продвижение арабов на север.
Однако армия Абд-аль-Рахмана задержалась возле Бордо, чтобы разграбить близлежащую местность. Сам город был захвачен и разорён, его окрестности полностью опустошены. По франкским хроникам, церкви были сожжены и большая часть жителей истреблена. «Хроника Муассака», «Мосарабская хроника» и арабские историки не говорят ничего подобного, но некоторые из них дают понять, что штурм Бордо был одним из самых кровавых. Неизвестно, какое значительное лицо, неясно обозначенное графом, было убито в числе других. Вероятно, бургграф города, которого мавры приняли за Эда, и которому, вследствие этой ошибки публично отрубили голову. Грабёж был чрезвычайный, историки победителей говорят о нём с преувеличением, истинно восточным. Если принять на веру всё, что они рассказывают, то на каждого солдата кроме золота, о котором уже и не говорят в подобных случаях, пришлось множество топазов, аметистов, изумрудов. Верно одно, что мавры вышли из Бордо, отягощённые добычей, и что с того времени движение не было таким быстрым и свободным, как прежде.
Оставив за собой Гаронну и повернув на север, арабская армия достигла реки Дордонь, переправилась через неё и устремилась на грабёж в страну, открывшуюся перед ней. Вероятно, арабы разделились на отряды, дабы легче было добывать фураж и грабить страну. Легенды и предания говорят,  что один из этих отрядов прошёл через Лимузен, а другой проник за горы, где берут начало Тарн и Луара. Так мавры успели побывать в самых доступных и богатых местах Аквитании. Вероятно, что некоторые из отрядов армии Абд эль-Рахмана, переправились через Луару и дошли до Бургундии. То, что говорят легенды и хроники о разрушении Отёна и осаде Санса сарацинами, не может быть простым вымыслом потому, что из многочисленных вторжений мавров в Галлию, ни к одному нельзя отнести этих происшествий с такой достоверностью, как к вторжению Абд эль-Рахмана. О разрушении Отёна не сохранилось никаких подробностей. Но то, что говорит хроника города Моассака о разрушении этого города, не должно приниматься буквально. Что же касается Санса, то он или не был атакован таким сильным войском, как Отён, или лучше защищался. Город, вероятно, был несколько дней в осаде, но епископ Эббон, и, скорее всего, светский сеньор Санс, находившиеся во главе осаждённых, выдержали все атаки нападавших. Совершив вылазку, христиане захватили мавров врасплох и разбили. Принуждённые удалиться, мавры ограничились разорением окрестных земель.
В течение трёх месяцев отряды Абд эль-Рахмана в полном смысле слова обошли все долины, горы и берега Аквитании, не встречая ни малейшего сопротивления в чистом поле. Армия Эда была до того разбита на Гаронне, что даже остатки её исчезли и перемешались с массой доведённого до отчаяния населения. Затем Абд эль-Рахман решился идти на Тур, взять его и похитить сокровища знаменитого аббатства. Для этого он соединил свои силы, и во главе всей армии направился к Туру. Прибыв в Пуатье, мавры нашли ворота запертыми, а горожан на стенах, в полном вооружении и с решимостью смело защищаться. Взяв город в осаду, Абд эль-Рахман взял одно из его предместий, где находилась знаменитая церковь святого Гилария, и разграбил её вместе с близлежащими домами и в заключение поджёг, так что от всего предместья осталась куча пепла. Но этим и ограничился его успех. Храбрые жители Пуатье, заключённые в своём городе, продолжали мужественно держаться, и потому мавры, не желая тратить времени, которое надеялись с большей выгодой использовать в Type, направились к этому городу. Некоторые арабские историки утверждают, что город Тур был взят, но это очевидная ошибка: неизвестно даже, дошло ли дело до осады.
Целью Абд ар-Рахмана было, скорее всего, знаменитое аббатство Сен-Мартен-де-Тур. По дороге были опустошены окрестности Перигё, Сента и Ангулема, а сами города захвачены. После этого армия мавров переправилась через Шаранту.

### Битва при Пуатье
Бежав из-под Бордо, Эд направился к Луаре. Возможности собрать новую армию у него не было, поэтому Эду осталось только одно: обратиться за помощью к своему недавнему врагу — майордому Карлу Мартеллу. Собрав остатки своей армии, Эд направился в Париж, где в это время находился Карл Мартелл. Прибыв в город, Эд смог убедить Карла, занятого в это время борьбой с германскими племенами, совместно выступить против арабов.

Надвигавшаяся грозная опасность на время прекратила многочисленные раздоры и распри как среди самих франков, так и между франками и германскими племенами. Ради отражения арабской угрозы Карл остановил межплеменную войну, которую он вёл против других германцев. Ему удалось за короткое время собрать большое войско, в состав которого вошли, кроме франков, и некоторые другие германские племена: алеманны, баварцы, саксы, фризы. С большой объединённой армией Карл двинулся наперерез войску мавров.

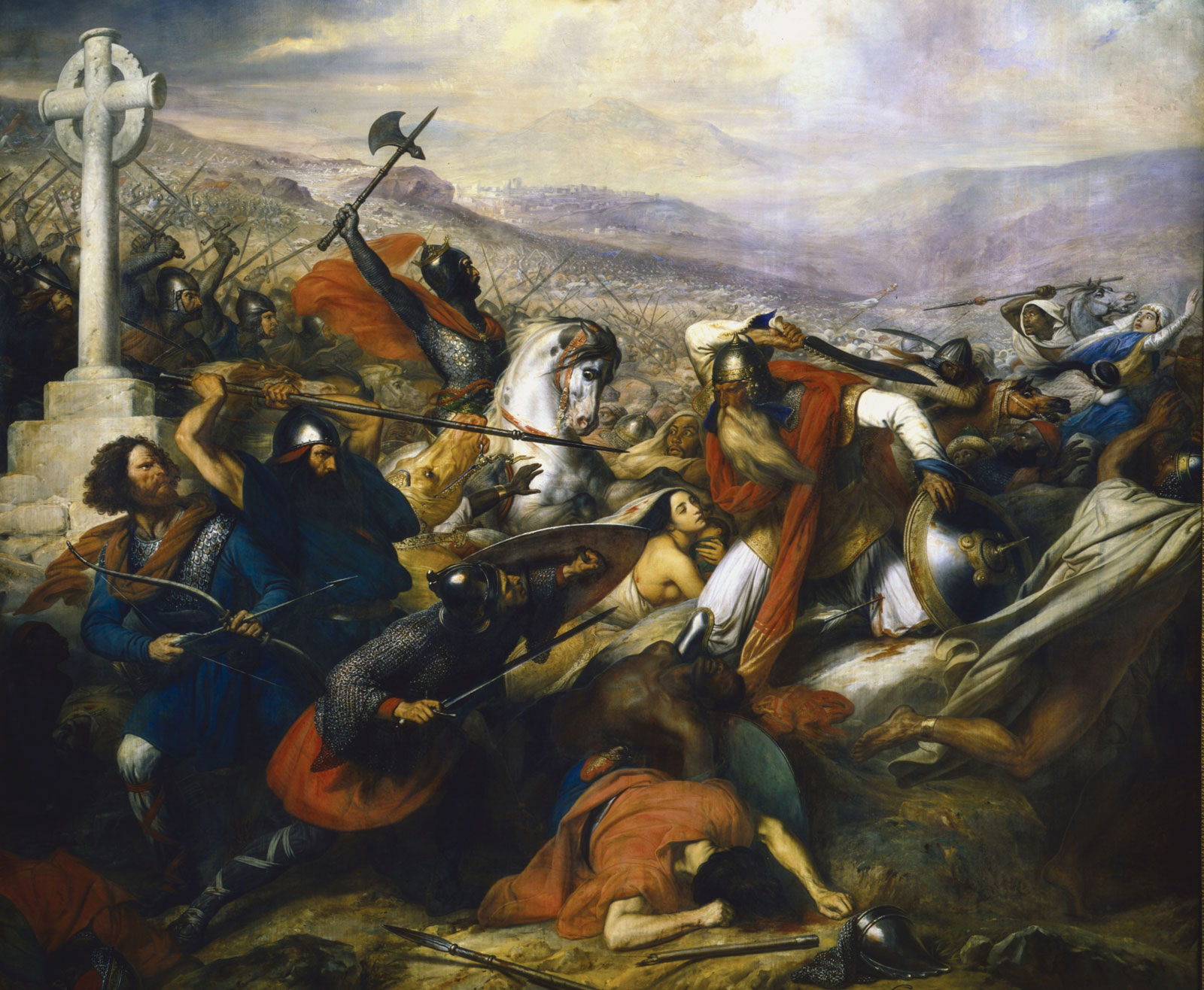
Карл Штейбен. Битва при Пуатье 732 года

Абд эль-Рахман находился ещё под стенами или в окрестностях Тура, когда узнал, что франки приближаются к нему большими переходами. Считая невыгодным ожидать их в этой позиции, он снялся с лагеря и отошёл к Пуатье, преследуемый по пятам гнавшимся за ним Карлом Мартеллом. Но огромное количество добычи и пленников и большие обозы, которые находились при его армии, затрудняло его марш, и сделало отступление более опасным, нежели сражение. По словам некоторых арабских историков, была минута, когда он думал приказать своим солдатам бросить всю эту пагубную добычу и сохранить только боевых лошадей и оружие. Такой приказ был в характере Абд эль-Рахмана. Между тем, он не решился отдать его и рассудил ожидать неприятеля на полях Пуатье, между рекой Вьеной и рекой Клэн, возлагая всю надежду на храбрость воинов. Около города арабы разграбили и разрушили аббатство Сен-Илэр, однако сам город осаждать не стали, обогнув его и двинувшись дальше в сторону Тура.
Армии встретились между Туром и Пуатье. Ни точное место, ни дата сражения до сих пор историками однозначно не установлены. Историки высказывают много версий, касающихся места проведения битвы, помещая её в разные места между Пуатье и Туром. Также называются разные даты битвы — от октября 732 года до октября 733 года, однако по превалирующей в настоящий момент версии битву относят именно к октябрю 732 года. Эта битва вошла в историю как битва при Пуатье (или битва при Туре).
Итогом этой битвы стал разгром арабской армии и гибель Абд ар-Рахмана. Остатки арабской армии воспользовались наступившей ночью и бежали. «Хроники Сен-Дени» свидетельствуют: «…Герцог Аквитании Эд, приведший во Францию народ сарацин, этот сверхъестественный бич, действовал так, что примирился с государем Карлом и впоследствии убил всех сарацин, уцелевших в этой битве, которых мог достать…», что может говорить о том, что герцог Эд с аквитанцами выступил для преследования беглецов. В то же время «Мосарабская хроника» рассказывает: «И поскольку эти народы вовсе не озаботились о погоне, они ушли, нагруженные добычей, и с торжеством вернулись в своё отечество». Это же отмечают и «Хроники Сен-Дени»: «Он [Карл Мартелл] взял все шатры врагов и всё их снаряжение и завладел всем, что у них было». На основании этих и других свидетельств историки предполагают, что вслед отступающим маврам выступил один герцог Аквитании, в то время как Карл Мартелл остался на поле битвы собирать оставленную мусульманами добычу. Франки и не думали преследовать неприятеля и весело разделили награбленное маврами у несчастных аквитанцев, которым пришлось таким образом переменить только одного врага на другого. Разделив захваченную добычу, Карл Мартелл с почётом вернулся домой.
Тем не менее эта победа франков остановила продвижение арабов в Западную Европу, а Карл Мартелл был единодушно признан борцом за христианство и правителем всей Галлии. Однако окончательно арабская угроза ликвидирована не была, и Карлу пришлось провести ещё несколько военных кампаний, чтобы выбить арабов из Прованса и Бургундии.
Армия арабов откатилась на юг за Пиренеи. В последующие годы Мартелл продолжил их изгнание из Франции. После смерти Эда (около 735 года), который неохотно признал сюзеренитет Мартелла в 719 году, Карл решил присоединить Аквитанское герцогство к своим землям и отправился собирать с аквитанцев причитавшуюся ему дань. Но аквитанская знать провозгласила герцогом Аквитанским сына Эда — Гунольда, и Карл признал его законные права на Аквитанию в следующем году, когда арабы вторглись в Прованс как союзники герцога Мавронтия. У Гунольда, который сначала не желал признавать Карла верховным властителем, вскоре не осталось иного выбора. Он признал верховенство Карла, а Мартелл подтвердил его права на герцогство, и оба стали готовиться к встрече с захватчиками. Мартелл был уверен в том, что арабов необходимо удержать на Пиренейском полуострове и не дать им закрепиться в Галлии.
Несмотря на это, Омейяды продолжали владеть Нарбонной и Септиманией ещё 27 лет, хотя продвинуться дальше не смогли. Они строго соблюдали заключённые с местным населением договоры, которые были подтверждены в 734 году, когда правитель Нарбонны Юсуф ибн Абд ар-Рахман аль-Фихри заключил соглашения с несколькими городами о совместной обороне от атак Карла Мартелла, который систематически подчинял себе юг в ходе расширения своих владений. Он уничтожил армии и крепости мавров в битвах при Авиньоне и Ниме. Армия, пытавшаяся снять осаду с Нарбонны, встретила его лицом к лицу в Битве при реке Берр и была уничтожена, но Карлу не удалось взять Нарбонну штурмом в 737 году, когда город совместно защищали арабы, берберы и горожане-визиготы.
Не желая связывать свою армию осадой, которая могла длиться годами, и считая, что не перенесёт потерь при фронтальном ударе всеми силами, как было при Арле, Мартелл удовольствовался тем, что изолировал немногих захватчиков в Нарбонне и Септимании. После поражения мавров при Нарбонне угроза вторжения ослабла, а в 750 году объединённый халифат погрузился в пучину гражданской войны в битве при Забе.
Сын Карла — Пипин Короткий — добился сдачи Нарбонны в 759 году и присоединил её к Франкскому королевству. Династия Омейядов была изгнана в аль-Андалус, где Абд ар-Рахман I основал Ко́рдовский эмират в противовес Аббасидскому халифату в Багдаде.

## Хронология
30 апреля 711 г. — смешанное арабо-берберское (мавританское) войско под командованием племенного вождя Тарика ибн Зияда переправилось из Африки на Пиренейский полуостров через Гибралтар (современное название происходит от искажённого арабского Джабаль-Тарик, «гора Тарика»).
19 июля 711 г. — битва при Гвадалете. Гибель короля Родриго. Крушение Вестготского королевства, существовавшего с начала V в.
711—718 гг. — полуостров подпадает под власть мусульман полностью — за исключением лишь узкой полоски на севере, нынешней провинции Астурия, где укрепились остатки вестготской знати.
718 г. — дон Пелайо, предположительно бывший телохранитель короля Родриго, избранный астурийским королём, наносит мусульманам поражение в долине Ковадонги. Реконкиста начинается.
732 г. — битва при Пуатье. Мусульманское наступление отражено Карлом Мартеллом в сердце Франкского королевства. Дальнейшее продвижение арабов в Европу навсегда остановлено.
738—742 гг. — воспользовавшись военными столкновениями берберов и арабов, Альфонсо I, король Астурии, совершил ряд удачных набегов на Галисию, Кантабрию и Леон.
747—750 гг. — Аббасидская революция в халифате.
759 г. — Пипин Короткий берёт Нарбонну. Династия Омейядов изгоняется из Франции в аль-Андалус.
791—842 гг. — правление Альфонсо II. Многочисленные стычки христиан и мусульман проходят с переменным успехом, однако в конце концов христианам удаётся закрепиться на берегу реки Дуэро.
874 г. — Вифред I, граф Барселонский, добивается фактической независимости от франков и приступает к активному противодействию маврам, чьи владения располагаются к югу и юго-западу от современной Каталонии. Так возник новый очаг Реконкисты.
878 г. — освобождение Коимбры. Граница между христианскими и мусульманскими владениями устанавливается по реке Дуэро. Стабильность границы позволило начать заселение северных районов будущей Португалии.
901 г. — астурийский король Альфонсо III Великий в четырехдневной битве разбил 60-тысячное арабское войско при Саморе.
905—925 гг. — баскский король Санчо Гарсес укрепляет Королевство Памплона. Оно стало ещё одним форпостом Реконкисты на северо-востоке полуострова.
939 г. — сражение при Симанкасе. Рамиро II наносит поражение кордовскому халифу Абд ар-Рахману III. Однако ликование Рамиро II омрачено восстанием кастильцев во главе с графом Фернаном Гонсалесом, который объявил себя фактическим правителем Кастилии.
978—1002 гг. — правление в Кордове аль-Мансура (Мухаммеда ибн Абу Амира по прозвищу аль-Мансур — «Победитель»), перехватившего у христиан военную инициативу и принудившего их платить арабам дань.
1020 г. — Альфонсо V (994—1027 гг.), принявший титул короля Кастилии, Леона и Астурии, собирает в Леоне собор, который утверждает свод конституционных законов (фуэрос).
1000—1035 гг. — консолидация другой части христианской Иберии. Санчо III, король Наварры, расширяет границы своих владений на юг. Правда, после его смерти многие его достижения вновь утрачены. Начинаются регулярные паломничества христиан к мощам в Сантьяго-де-Компостела.

Территориальное деление Иберийского полуострова около 1031 г.

1031 г. — распад Кордовского халифата.
ок. 1030 по 1099 г. — жизнь и подвиги графа Родриго Ди́аса де Вивара по прозвищу Сид Кампеадор, легендарного воина Реконкисты, героя эпической «Песни о моём Сиде», а также многочисленных позднейших произведений Корнеля, Гердера и других.
1037—1065 гг. — Фернандо I, король Кастилии и Леона, захватил Коимбру и принудил мусульманских властителей Толедо, Севильи и Бадахоса платить ему дань.
1065—1109 гг. — правление Альфонсо VI Храброго, короля Леона (с 1065 г.) и Кастилии (с 1072 г.), одного из самых известных воинов эпохи Реконкисты. Отвоевание христианами Толедо (1085 г.). Декларация веротерпимости к исповедующим ислам.
1086 г. — обеспокоенные успехами христиан, мусульманские правители Гранады, Севильи и Бадахоса обратились с просьбой о военной помощи к Альморави́дам — объединению воинственных племён сахарских берберов, которые к XI веку создали обширную империю, простиравшуюся от Сенегала до Алжира. Вождём Альморавидов в конце XI века стал Юсуф ибн Ташфин.
1086 г. — битва при Заллаке. Юсуф разбивает войско Альфонсо VI.
1090—1091 гг. — Юсуф низложил андалузских эмиров и провозгласил себя верховным правителем.
1094 г. — войско легендарного Сида Кампеадора занимает Валенсию, где он стал независимым правителем до своей смерти.
1108 г. — тяжёлое поражение христиан в битве при Уклесе, гибель единственного наследника Альфонсо VI — инфанта Санчо.
1111 г. — Реконкиста «откатывается» назад. Почти вся мусульманская Испания подчинена Альморавидам.
1118 г. — Альфонсо I Воитель взял Сарагосу.
1135 г. — Альфонсо VII Император провозгласил себя перед лицом общей опасности «императором всей Испании» (на деле это ещё далеко не весь Пиренейский полуостров).
Около 1140 г. — появление испанского национального эпоса «Песнь о моём Сиде».
1141 — неудачная осада Лиссабона.
1147 г. — осада Лиссабона и перенос в него столицы Португалии вместо Порту.
1151 г. — третья и последняя волна мусульманского вторжения в Испанию. На сей раз пришли Альмохады («объединённые») — приверженцы особого учения внутри ислама, известного как «унитаризм». Проявления крайнего исламского фанатизма. Гонения на христиан.
1162 г. — Альфонсо II Целомудренный стал одновременно графом Барселоны, Жероны, Осоны, Бесалу и Сердани. Таким образом, северо-восточный «угол» Испании был объединён в мощное государство.
1195 г. — последнее тяжёлое поражение христиан в ходе Реконкисты — битва при Аларкосе. Альмохадские войска напали на спящий кастильский лагерь.
16 июля 1212 г. — кульминационный момент Реконкисты, знаменитая битва при Лас-Навас-де-Толоса. Объединённые кастильско-леонские, наваррские, арагонские, португальские войска разгромили мусульманскую армию. В бою также приняли участие множество рыцарей, прибывших со всех концов христианского мира.
1229—1235 гг. — Хайме I отвоёвывает Балеарские острова.
1230—1252 гг. — правление Фернандо III, короля Кастилии и Леона. Христианские войска с триумфом занимают главные города южной Иберии — Кордову, Мурсию, Хаэн и Севилью. В руках мусульман остаётся лишь Гранадский эмират.
1231 г. — Вторая битва при Гвадалете. Победа кастильцев.
1236 г. — захват западного научного центра исламского мира – Кордовы.
1238 г. — Хайме I вступает в Валенсию.
1250 г. — Португалия захватывает Алгарви. Завершение Реконкисты для Португалии.
1252—1284 гг. — правление в Кастилии Альфонсо X. Расцвет наук и искусств, взращённых многовековым взаимопроникновением религий и культур. Издание первого «Свода законов».
1261 г. — захват Хереса.
1265—1266 гг. — завоевание Мурсии.
1309 г. — Фердинанд IV водружает христианское знамя на мысе Гибралтар.
1340 г. — битва при Саладо. Победа войск Альфонсо XI Кастильского над мусульманами.
1350 г. — умирает Альфонсо XI, неоднократно пытавшийся взять Гранаду. Испанские государства на целый век будто забывают о маленьком исламском анклаве в южной части полуострова.
1469 г. — Изабелла I Кастильская и Фердинанд II Арагонский заключают брачный союз. Фактическое основание Королевства Испании, установление абсолютной монархии.
2 января 1492 г. — падение Гранады и бегство последнего эмира Гранады Боабдиля. Фердинанд и Изабелла отказываются от титула монархов трёх религий и провозглашают себя Католическими королями. Мусульмане и евреи, не желающие обращаться в христианскую веру, изгоняются из Испании, a остальным вменяется принять католичество.

## Инкорпорация
Процесс инкорпорации захваченных у мавров территорий отличался сложностью социально-демографических процессов. Многие мусульмане покидали освобожденные христианами территории, уходя далее на юг. Во многих случаях христиане сами заставляли мусульман покинуть вновь занимаемые ими регионы, особенно это касалось стратегически важных городов и крепостей. Распределение захваченных земель между христианами осуществлялось несколькими методами, среди которых выделялись фуэрос и присура. На раннем этапе реконкисты земля делилась на наделы, в центре которых стоял замок (кастель), откуда и пошли названия областей Кастилия и Каталония. Расстояние от одного замка до другого примерно равнялось 1 дню пути верхом на лошади.
Центральная Испания никогда не отличалась высокой плотностью населения. Во многих регионах она была очень низкой (например, так называемая Дуэрская пустыня). Поэтому политика привлечения крестьян из северных регионов получила особое название — «репоблация».
В том случае если маврам позволяли остаться в городе в статусе мудехары, им выделяли отдельный квартал — морери́я, евреям — худери́я. Нехристианские кварталы в целом именовались альхама.

## Окончание реконкисты
Реконкиста шла с переменным успехом, связанным с тем, что феодальные распри заставляли христианских государей бороться друг с другом и со своими вассалами. Случались и явные неудачи, например битва при Аларкосе. Закончилась реконкиста в 1492 году, когда Фердинанд II Арагонский и Изабелла I Кастильская изгнали последнего мавританского властителя с Иберийского полуострова. Они объединили бо́льшую часть Испании под своей властью (Наварра была включена в состав Испании в 1512 году).
Борьба против мавров, впрочем, не удерживала христианские королевства от борьбы друг с другом или заключений временных союзов с исламскими властителями. Мавританские эмиры зачастую имели христианских жён или матерей. Позже у Королевства Кастилии и Леона было достаточно военной мощи завоевать последний маврский эмират — Гранаду, но оно долго предпочитало вместо этого получать дань с Гранадского эмирата. Торговля через Гранаду составляла главный путь африканского золота в средневековую Европу.

## Этно-социальные группы населения Пиренейского полуострова в ходе Реконкисты

Этнолингвистическая карта Юго-Западной Европы

- Мавры, включавшие собственно африканских мусульман: арабов, составлявших малочисленную (1—3 %) и высоко привилегированную элиту халифата; а также берберов, выполняющих роль наёмников в армии и мелких чиновников мусульманского государственного аппарата, говорящих на берберских языках и использующих арабский язык в официальном окружении (5—10 %)
- Муваллады, христиане романского происхождения, добровольно или насильственно принявшие ислам и практически полностью слившиеся с мусульманами (5 %)
- Мудехары, крестьяне и ремесленники мусульмане, оставшиеся в захваченных христианами землях.
- Ренегаты, бывшие христиане, недавно принявшие ислам и воевавшие на стороне мусульман
- Мориски, крестьяне и ремесленники мусульмане, добровольно или насильственно перешедшие в христианство в контролируемых христианами землях
- Сефарды, группы романоязычных евреев Пиренейского полуострова
- Марраны, группы перешедших в христианство романоязычных евреев Пиренейского полуострова
- Мосарабы, группы романоязычных христиан европейского происхождения, проживавших на контролируемых мусульманами землях.
- Христиане, группы романоязычных христиан-католиков европейского происхождения, доминировавшего на севере страны.
- Исконные христиане, привилегированные группы романоязычных потомственных христиан-католиков, начиная с последнего этапа Реконкисты.
- Новые христиане — крещёные евреи, мавры и цыгане.

## Последствия

### Урбанизация
Реконкиста содействовала урбанизации на христианских землях. Отвоевывая обратно у мусульман земли, христиане строили на них новые города и восстанавливали старые. Такая тенденция была распространена уже при первых успехах Реконкисты. Графы Кастилии в начале IX в. закладывают крепости Кастросьерру, Фриас, Панкорбо, Лантарон, Бурадои. Граф Муньо Нуньес в 824 г. основывает Браносьерру, Ордоньо I заселяет города Леон, Асторгу, Туй и Амаю. В 865 г. возникает Бургос. Альфонс III заселяет Самору, Дуэнью и Симанку. В 882 г. строится крепость Кастрохерис. Альфонс III включает в состав королевства города Брагу, Порто, Торо, а Фернан Гонсалес — Сепульведу.

### Христианизация арабов
Во время реконкисты Кордовы и прилегающих к ней земель многие мусульмане покинули город. Они или переселялись на юг страны, где ещё сохранялась власть мусульман, или же вообще переселялись вглубь Халифата на земли Северной Африки и Ближнего Востока. Однако значительная часть мусульман Кордовы, не знавшая иной родины, предпочитала остаться в Испании. Как отмечает востоковед Руслан Курбанов, таких мусульман стали называть мудехарами. Слово «мудехар» происходит от арабского «мудаджджан» — «прирученный», «домашний». Мудехары, принявшие христианство, стали называться морисками (исп. «похожие на мавров»). Функция принуждения к крещению и слежение за тем, чтобы новообращённые христиане не исповедовали свои прежние религии, была возложена на Святую инквизицию. Крещёные мусульмане — мориски и крещёные иудеи — марраны (кроме сожжённых в дальнейшем по обвинению в возврате к прежней вере) в Испании растворились бесследно. В Португалии же потомки крещёных евреев, являясь по вере католиками, тем не менее сохраняют своё этническое самосознание. В настоящее время это, главным образом, люди, принадлежащие к состоятельным слоям населения, проживающие в районе города Порту. Их можно отличить от остального населения Португалии по характерным фамильным именам.

## Переносные значения
В конце XX века в разных регионах мира у понятия Реконкиста возникли новые значения.

### Мексика и США
Понятие Реконкиста зачастую используется в консервативных политических кругах США для описания демографической ситуации на юго-западе страны, где, в результате бесконтрольной нелегальной миграции за последние десятилетия, мексиканцы и другие выходцы из Латинской Америки вновь стали большинством населения (см. Штаты США с преобладанием меньшинства). Для справки, территория юго-запада до войны 1848 года (см. Американо-мексиканская война) являлась мексиканской территорией пусть и с малочисленным (около 50 000), но всё же испаноязычным населением. Поражение Мексики в войне привело к наплыву сюда белых англоязычных переселенцев, которые абсолютно преобладали в регионе до конца 1970-х годов, но начали сдавать свои позиции в последние годы.

### Монреаль и Квебек в Канаде
Понятие Реконкиста (фр. La Reconquête) также нередко можно встретить в англо- и франкоязычных публикациях Канады и США, описывающих развитие демолингвистической ситуации в современной провинции Квебек, особенно касательно главного мегаполиса провинции, а некогда крупнейшего города страны (сейчас второго по величине после Торонто) — Монреаля. Территория современного Квебека и Монреаля до 1759 года (см. Новая Франция) являлась французской территорией пусть и с немногочисленным (около 60 000), но всё же франкоязычным католическим населением. Поражение Франции в войне с Великобританией привело к наплыву в Монреаль англоязычных переселенцев, которые абсолютно преобладали в городе до конца 1930-х годов, но начали сдавать свои позиции в 70-е годы с развитием так называемого квебекского национализма и принятия таких законов, как Хартия французского языка, которые восстановили французский облик Монреаля. Англоязычное население составляет по данным за 2006 год лишь 12,5 % населения города и 8,2 % населения провинции.